# James Frederick Ferrier
James Frederick Ferrier (Edimburgo, 16 giugno 1808 – 11 giugno 1864) è stato un filosofo scozzese.
Le opere di Ferrier si distinguono per un inusuale fascino e semplicità nello stile in cui scrive. Tali qualità sono osservabili specialmente nelle sue Lectures on Greek Philosophy (1866, postumo), una delle più valide introduzioni sull'argomento scritte in lingua inglese.

## L'educazione e i primi scritti
Ferrier fu educato alla Royal High School, all'Università di Edimburgo, e al Magdalen College, ad Oxford. Successivamente, dopo gli incoraggiamenti del suo intimo amico sir William Hamilton, trascorse un periodo ad Heidelberg, dove si dedicò allo studio della filosofia tedesca. Nel 1842 gli fu affidata la cattedra di storia all'università di Edimburgo, e nel 1845 quelle di filosofia morale e di economia politica all'Università di St Andrew's. La sua candidatura fu per due volte respinta ad Edimburgo; la prima volta gli fu negata la cattedra di filosofia morale, mentre la seconda quella di logica e metafisica. Fu così che rimase a St Andrew's fino alla sua morte. Sposò sua cugina, Margaret Anne, figlia di John Wilson. Da lei ebbe 5 figli, una dei quali divenne la moglie di sir Alexander Grant.
Il primo contributo di Ferrier alla metafisica fu una serie di articoli pubblicati sul Blackwood Magazine (1838-1839), intitolati An Introduction to the Philosophy of Consciousness. In questi articoli condanna i suoi predecessori per la scarsa considerazione da loro attribuita, nelle loro indagini psicologiche, al fenomeno della coscienza (intesa come consapevolezza), che è l'aspetto distintivo dell'uomo. Egli critica inoltre il focalizzarsi di tali studiosi unicamente sulla descrizione dei cosiddetti stati mentali. La coscienza non si manifesta fino a che l'uomo non ne abbia usato la parola nella piena conoscenza del suo significato. Questa nozione deve originarsi all'interno dell'uomo stesso. La coscienza non può balzare fuori dalla descrizione degli stati mentali, di cui è oggetto. È invece originata dalla volontà, che nell'atto di coscienza pone l'"Io" in concomitanza con le nostre sensazioni. La moralità, la coscienza (in senso lato) e la responsabilità sono i risultati necessari della coscienza.
Pur affermando di aderire in toto alla tradizione filosofica scozzese, egli cercò in tal modo di innestarvi i germi dell'idealismo tedesco, da cui aveva tratto l'esigenza della supremazia della coscienza.

## Gli ultimi scritti

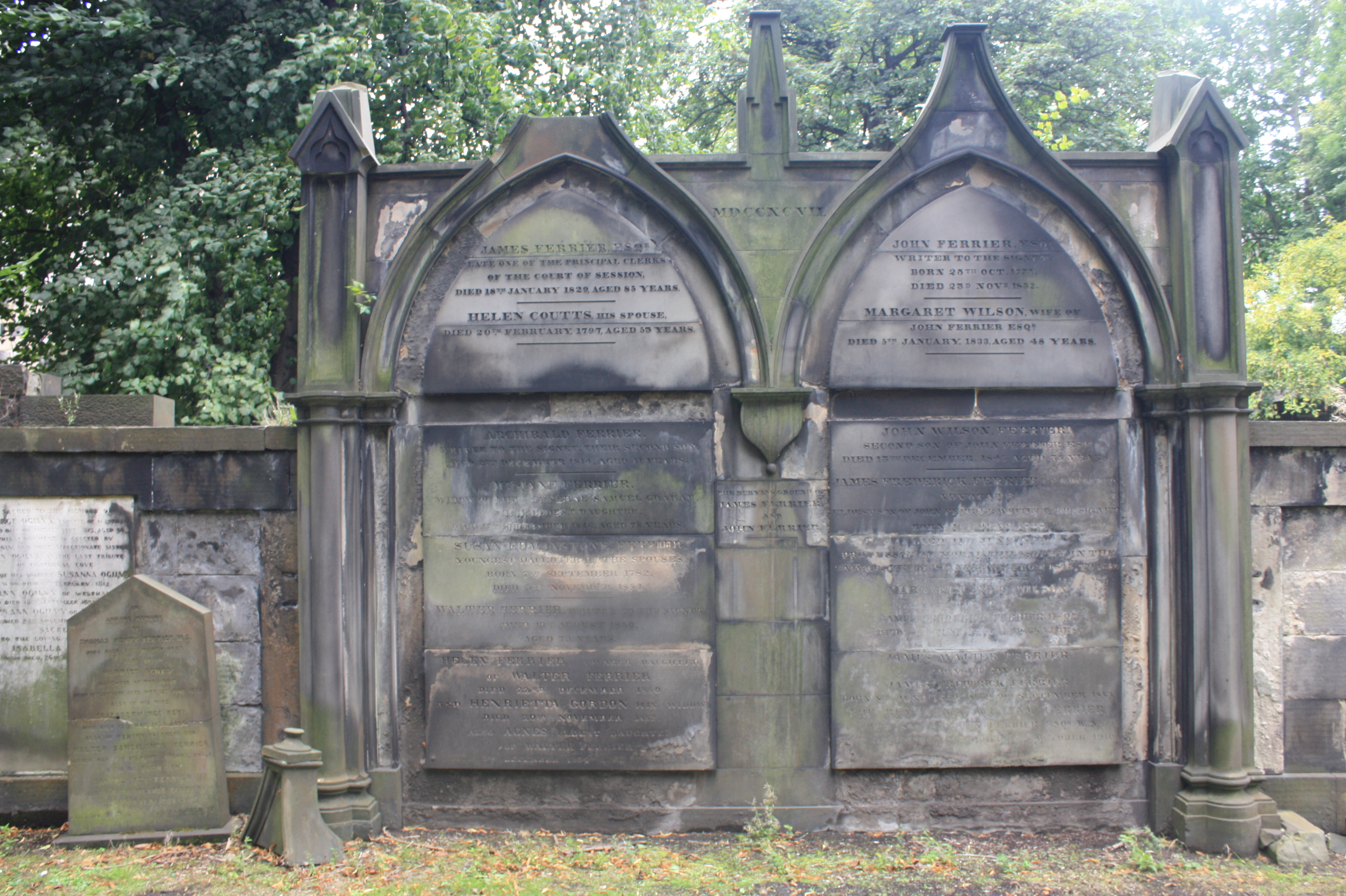
Tomba di Ferrier in St Cuthbert's Church a Edimburgo

Le dottrine filosofiche mature di Ferrier trovano espressione in Institutes of Metaphysics, in cui sostiene di avere individuato l'unico dovere soggiacente a qualsiasi sistema filosofico: quello di essere vero e razionalmente argomentato. Egli adotta il metodo di Spinoza (o perlomeno ci prova), costituito da severe dimostrazioni. Sostiene inoltre che gli errori del pensiero debbano essere tutti ricondotti a tre campi: il conoscere e il conosciuto, l'ignoranza, e l'essere. Essi sono onnicomprensivi, e sono anche i domini in cui la filosofia è divisa.
Le verità autoevidenti concernenti il conoscere e il conosciuto (the knowing and the known, una delle tre parti della filosofia, secondo Ferrier) sono discusse in Epistemology or Theory of Knowing (si suppone che sia stato proprio Ferrier a coniare il termine "epistemologia"). Egli intende spiegare come alla base di ogni sistema filosofico stia il fatto che qualsiasi intelligenza debba avere come condizione per conoscere un qualche tipo di coscienza di sé (self-awareness). E l'unica conoscenza possibile è quella costituita contemporaneamente da un oggetto conosciuto e da un soggetto che conosce (oggetto + soggetto, o realtà + intelligenza), i quali formano un'unità immediata e indissolubile. Questo porta a concludere che l'unico universo possibile a cui ogni mente può pensare è quello che è comprensibile in una sintesi unitaria da un'altra mente o ego.
Ferrier afferma dunque che ci può essere ignoranza di ciò che non è conosciuto. Per risolvere questa contraddizione interna sostiene in Agnoiology or Theory of Ignorance («Agnologia o teoria dell'ignoranza») che l'ignoranza è un difetto ma che non può esserci difetto nel non conoscere ciò che non può essere conosciuto da alcuna intelligenza (ad esempio, che due più due fa cinque). Perciò può esserci ignoranza solo di ciò che può essere conosciuto, cioè, di un-oggetto-più-un-soggetto. Il conoscibile da solo è l'ignorabile. Ferrier rivendica fortemente l'originalità di questa divisione delle istituzioni.
The Ontology or Theory of Being crea una discussione sull'origine della conoscenza, nella quale Ferrier espone tutte le sue perplessità e gli errori dei filosofi davanti all'assunto della reale esistenza della materia. Egli sostiene che le uniche esistenze reali e indipendenti sono le menti-unite-a-ciò-che-percepiscono e che l'unica esistenza certa, assoluta, e necessaria è quella di una mente suprema ed eterna in totale sintesi con tutte le cose.